# فلورنسا رايس
فلورنسا رايس (بالإنجليزية: Florence Rice)‏ هي ممثلة أمريكية، ولدت في 14 فبراير 1907 في الولايات المتحدة، وتوفيت في 23 فبراير 1974 بهونولولو في الولايات المتحدة بسبب سرطان الرئة.

## وصلات خارجية
- فلورنسا رايس على موقع IMDb (الإنجليزية)
- فلورنسا رايس على موقع ألو سيني (الفرنسية)
- فلورنسا رايس على موقع أول موفي (الإنجليزية)
- فلورنسا رايس على موقع قاعدة بيانات برودواي على الإنترنت (الإنجليزية)
- فلورنسا رايس على موقع قاعدة بيانات الأفلام السويدية (السويدية)
- فلورنسا رايس على موقع إن إن دي بي (الإنجليزية)
- فلورنسا رايس على موقع قاعدة بيانات الفيلم (الإنجليزية)
- فلورنسا رايس على موقع كينوبويسك (الروسية)